# Hermann Gehrmann
Hermann Gehrmann (Wernigerode, 22 de desembre de 1861 - Kassel, 8 de juliol de 1916) fou un músic i estudiós musical. Estudià en la Universitat i en el Conservatori de Leipzig i després en el de Berlín. El 1897 fou nomenat crític musical del Allg. Zeitung de Könisberg avui Kaliningrad, passant el 1901 a exercir el mateix càrrec en el Frankfurter Zeitung. Va escriure algunes biografies de músics, va preparar la nova edició de les Cantiones sacrae de H. J. Hasler, i el 1901 va publicar les regles de composició de Sweelink. Com a compositor se li deuen diversos lieder un quartet per a instruments d'arc.